# Brachydiplax duivenbodei
Brachydiplax duivenbodei е вид водно конче от семейство Libellulidae. Видът не е застрашен от изчезване.

## Разпространение
Разпространен е в Австралия (Куинсланд), Индонезия (Малки Зондски острови, Папуа и Сулавеси) и Соломонови острови.

## Описание
Популацията на вида е стабилна.